# Birt Acres
Birt Acres (23 de julio de 1854-27 de diciembre de 1918) fue un fotógrafo e inventor, precursor de la película estadounidense y británica. Entre sus contribuciones a la industria del cine podemos destacar la primera cámara de 35mm en Gales, Gran Bretaña; la creación del primer proyector de Inglaterra, el Kinetic Lantern y Birtac, la primera cámara de cine doméstica con luz natural, compuesta por una cámara y un proyector. Birt Acres también dirigió películas mudas.

## Biografía
Birt Acres nació en Richmond, Virginia, en 1854. Fue criado por su tía ya que sus padres, de origen británico, murieron durante la Guerra Civil Americana, cuando él tenía 14 años.

## Carrera
Acres fue el primer reportero de noticiarios de viaje en la historia del cine internacional y el primer cineasta europeo con películas proyectadas públicamente en Estados Unidos.
Inventó un dispositivo para poder mover la película como parte del proceso de desarrollo. Para llevarlo a la práctica, contactó con el fabricante experto y pionero del cine inglés, Robert W. Paul. Conjuntamente, crearon una cámara de 35mm de película y la bautizaron como "Paul-Acres". Esta cámara estaba inspirada en el Cronógrafo de Marey, que llevaba un dispositivo de muelle para arrastrar la película. La terminaron el 16 de marzo de 1895 y se convirtió en la primera cámara fabricada en Inglaterra.
Paul y Birt Acres celebraron el éxito de la primera cámara, pero pronto se separaron por diferencias económicas. A partir de este momento se convirtieron en rivales en la carrera para crear nuevas cámaras y proyectores. Acres, el 27 de mayo de 1895, patentó su propio diseño de cámara que bautizó con su nombre. Más tarde, el 14 de enero de 1896, presentó el primer proyector de Inglaterra conocido como Kinetic Lantern.
Acres era miembro de la Real Sociedad Fotográfica del Reino Unido. Esta institución impulsaba el arte y la ciencia de la fotografía. Fue allí, Al Queen's Hall de Londres donde realizó una demostración de su sistema Kineopticon. Esta fue la primera presentación pública de una película ante una audiencia en Inglaterra. Más tarde, el 25 de marzo de 1896 aparecería el primer programa de teatro de Robert W. Paul en el teatro Alhambra.
Al poco tiempo, un incendio acabó con la actividad y proyectos de Acres como inventor. A partir de entonces, se dedicó exclusivamente a hacer películas y presentaciones. Dentro de la época victoriana encontramos películas mudas primerizas como: Oxford and Cambridge Boat Race, The Arrest of a Pickpocket, The Comic Shoeblack, The Boxing Kangaroo y Performing Bears.
Birt Acres, por tanto, contribuyó en todos los aspectos del desarrollo de la cinematografía, desde la construcción de cámaras, proyectores, la fabricación de la película de cine de 35mm hasta la creación de noticiarios y proyecciones públicas de imágenes en movimiento.

## Logros más importantes
- 1889 Aparato para lavar las impresiones (patentado)
- 1891 Proceso de impresión de fotografías estereoscópicas (de forma continuada en contacto con la toma de impresión) (patentado)
- 1893 Instalación de alimentación de la tolva para la proyección de diapositivas dos-en-uno y la linterna para crear la ilusión de movimiento (patentado)
- 1895 Kinetic Lantern, el primer proyector de Inglaterra (patentado)
- 1895-1896 Electroscope, aparato que posibilitaba la visualización continuada de una película de 35mm para más de un espectador.
- 1896 Instalación para la producción mayorista de película virgen de 35mm.
- 1896 Kineopticon, aparato mejorado para la proyección de películas de 35mm (patentado)
- 1897 Cámara de cine con 2 lentes para solucionar los problemas de parpadeo y para mejorar el brillo.
- 1898 Birtac, cámara de cine doméstica para luz natural de 17,5mm (patentado).

## Filmografía
| Data | Título                                        | Papel                              | Notas |
| ---- | --------------------------------------------- | ---------------------------------- | --- |
| 1896 | Yarmouth Fishing Boats Leaving Harbour        | Director                           | |
| 1895 | Tom Merry, Lightning Cartoonist               | Director, Cinematógrafo, Productor | alias Tom Marry, Lightning Cartoonist, Sketching Kaiser Wilhelm II (cuatro películas hechas por Tom Marry inventor de personajes como Lord Salisbury (1896), William Ewart Gladstone (1896) i Bismarck (1895)) |
| 1895 | The Oxford and Cambridge University Boat Race | Director, Cinematógrafo, Productor | |
| 1895 | The German Emperor Reviewing His Troops       | Director                           | alias Kaiser Wilhelm Reviewing His Troops (USA) |
| 1895 | The Derby                                     | Director, Cinematógrafo, Productor | |
| 1896 | The Boxing Kangaroo                           | Director                           | |
| 1895 | The Arrest of a Pickpocket                    | Director                           | |
| 1895 | Smith and Machinery at Work                   | Director, Cinematógrafo, Productor | |
| 1895 | Shoeblack at Work in a London Street          | Director                           | |
| 1895 | Rough Sea at Dover                            | Director, Cinematógrafo, Productor | |
| 1896 | Pierrot and Pierrette                         | Director                           | |
| 1895 | Performing Animals; or Skipping Dogs          | Director, Cinematógrafo, Productor | |
| 1895 | Opening of the Kiel Canal                     | Director, Cinematógrafo, Productor | alias Inauguration of the Kiel Canal by Kaiser Wilhelm II (UK) |
| 1896 | Landing at Low Tide                           | Director                           | |
| 1897 | Henley Regatta                                | Director                           | |
| 1896 | Golfing Extraordinary Five Gentl              | Director                           | |
| 1896 | Dancing Girls                                 | Director                           | |
| 1895 | Crude Set Drama                               | Director, Cinematògraf             | |
| 1895 | Charge of the Uhlans                          | Director, Cinematògraf             | |
| 1900 | Briton vs. Boer                               | Productor                          | |
| 1896 | Boxing Match; or, Glove Contest               | Director                           | |
| 1897 | An Unfriendly Call                            | Director                           | |
| 1896 | A Surrey Garden                               | Director                           | |